# Wire (utwór)
"Wire" – piosenka rockowej grupy U2, pochodząca z wydanego w 1984 albumu, The Unforgettable Fire. Zadebiutowała na żywo, gdy została zagrana jako utwór otwierający występ w Melbourne 17 września 1984. Był to jedyny raz, gdy "Wire" otworzył koncert oraz jeden z dwóch, kiedy piosenka z płyty The Unforgettable Fire rozpoczynała występ w ramach trasy Unforgettable Fire Tour. Utwór był grany regularnie przez pierwszą połowę koncertów tej trasy, jednak od czasu jej zakończenia nie został nigdy wykonany na żywo. Jego ostatnie wykonanie miało miejsce 7 lipca 1985.